# Euritomide
Euritomidele (Eurytomidae) sunt o familie de insecte himenoptere mici, de 1,5-5 mm cu corpul negru sau galben, mai rar cu reflexe metalice, de obicei acoperit cu gropițe. Au antenele formate din 11-13 articule. Abdomenul la femelă este comprimat lateral,  iar ovipozitorul aproape ascuns (telescopat). Larvele sunt apode și au corpul alungit, format din 13 segmente; capul lor este puternic chitinizat, iar culoarea corpului, alb-lăptoasă. Euritomidele cuprind circa 80 de genuri și 1500 de specii larg răspândite. În România au fost găsite 108 specii de euritomide. Unele euritomide sunt paraziți primari sau secundari pe numeroase insecte, altele sunt fitofage. Sycophila biguttata (Eudecatoma biguttata), Eurytoma rosae, Eurytoma brunniventris parazitează cinipide (Cynipidae) galigene. Bruchophagus gibbus (viespea semințelor de trifoi), Bruchophagus roddi (viespea semințelor de lucernă), Bruchophagus robiniae (viespea semițelor de salcâm), Eurytoma onobrychidis (viespea semințelor de sparcetă), Eurytoma schreineri (viespea semințelor de prun), Systole coriandri (viespea semințelor de coriandru) etc. atacă semințele plantelor.

## Specii din România
În România au fost găsite 108 specii de euritomide entomofage și fitofage:
1. Archirileya inopinata Silvestri, 1920
2. Bruchophagus astragali Fedoseeva, 1954
3. Bruchophagus coluteae Bouček, 1954
4. Bruchophagus gibbus (Boheman, 1836)
5. Bruchophagus ononis (Mayr, 1878)
6. Bruchophagus parvulus Zerova, 1994
7. Bruchophagus platypterus (Walker, 1834)
8. Bruchophagus robiniae Zerova, 1970
9. Bruchophagus roddi Gussakovsky, 1933
10. Bruchophagus sophorae Crosby, 1929
11. Eurytoma acericola Zerova, 1975
12. Eurytoma aciculata Ratzeburg, 1848
13. Eurytoma afra Boheman, 1836
14. Eurytoma appendigaster (Swederus, 1795)
15. Eurytoma aquatica Erdös, 1955
16. Eurytoma arctica Thomson, 1875
17. Eurytoma aspila (Walker, 1836)
18. Eurytoma atra (Walker, 1832)
19. Eurytoma brunniventris Ratzeburg, 1852
20. Eurytoma castorella Erdös, 1969
21. Eurytoma crassinervis Thomson, 1875
22. Eurytoma curculionum Mayr, 1878
23. Eurytoma curta Walker, 1832
24. Eurytoma cylindrica Thomson, 1876
25. Eurytoma danuvica Erdös, 1955
26. Eurytoma dentata Mayr, 1878
27. Eurytoma elymi Zerova, 1978
28. Eurytoma festucae Zerova, 1977
29. Eurytoma flavimana Boheman, 1836
30. Eurytoma flavovaria (Ratzeburg, 1844)
31. Eurytoma gallicola (Szelènyi, 1968)
32. Eurytoma harmoliticola Zerova, 1977
33. Eurytoma infracta Mayr, 1904
34. Eurytoma jaceae Mayr, 1878
35. Eurytoma laserpitii Mayr, 1878
36. Eurytoma mayri Ashmead, 1887
37. Eurytoma morio Boheman, 1836
38. Eurytoma nodularis Boheman, 1836
39. Eurytoma noxialis (Portschinsky, 1881)
40. Eurytoma onobrychidis Nikol’skaya, 1933
41. Eurytoma onobrycola Zerova, 1994
42. Eurytoma oophaga Silvestri, 1920
43. Eurytoma palustris Erdös, 1957
44. Eurytoma parvula Thomson, 1875
45. Eurytoma phlomidis Zerova, 1978
46. Eurytoma pistaciae Rondani, 1877
47. Eurytoma robusta Mayr, 1878
48. Eurytoma rosae Nees, 1834
49. Eurytoma sabulosa Erdös, 1957
50. Eurytoma salicis Walker, 1834
51. Eurytoma aff. squamea Walker, 1834
52. Eurytoma schreineri Schreiner, 1908
53. Eurytoma serratulae (Fabricius, 1798)
54. Eurytoma spessivtsevi (Bouček & Novicky, 1954)
55. Eurytoma strigifrons Thomson, 1875
56. Eurytoma tibialis Boheman, 1836
57. Eurytoma truncata Boheman, 1836
58. Eurytoma verticillata (Fabricius, 1798)
59. Eurytoma wachtli Mayr, 1878
60. Nikanoria metallica (Erdös, 1955)
61. Sycophila biguttata (Swederus, 1795)
62. Sycophila fasciata (Thomson, 1875)
63. Sycophila flavicollis (Walker, 1834)
64. Sycophila mellea (Curtis, 1831)
65. Sycophila mayri (Erdös, 1959)
66. Sycophila submutica (Thomson, 1875)
67. Sycophila variegata (Curtis, 1831)
68. Systole albipennis Walker, 1832
69. Systole conspicua Erdös, 1951
70. Systole coriandri Gussakovsky, 1933
71. Systole cuspidata Zerova, 1970
72. Systole foeniculi Otten, 1941
73. Systole salviae Zerova, 1968
74. Systole tuonela Claridge, 1959
75. Tetramesa aciculata (Schlechtendal, 1891)
76. Tetramesa affinis (Hedike, 1920)
77. Tetramesa airae (Schlechtendal, 1891)
78. Tetramesa angustata (Walker)
79. Tetramesa angustipennis (Walker, 1832)
80. Tetramesa arrhenatheri Erdös, 1963
81. Tetramesa beckmanniae Zerova, 1969
82. Tetramesa brevicollis (Walker, 1836)
83. Tetramesa brevicornis (Walker, 1832)
84. Tetramesa brischkei (Schlechtendal, 1891)
85. Tetramesa cereipes (Erdös, 1955)
86. Tetramesa cornuta (Walker, 1832)
87. Tetramesa cylindrica (Schlechtendal, 1891)
88. Tetramesa aff. dispar Zerova, 1967
89. Tetramesa eremita (Portschinsky, 1881)
90. Tetramesa eximia (Giraud, 1863)
91. Tetramesa fulvicollis (Walker, 1832)
92. Tetramesa fumipennis (Walker, 1832)
93. Tetramesa giraudi (Schlechtendal, 1891)
94. Tetramesa gracilipennis Szelényi, 1968
95. Tetramesa hordei (Harris, 1830) (?)
96. Tetramesa linearis (Walker, 1832)
97. Tetramesa longicornis (Walker, 1832)
98. Tetramesa longula (Dalman, 1820)
99. Tetramesa maderae (Walker, 1849)
100. Tetramesa matrana Erdös, 1969
101. Tetramesa petiolata (Walker, 1832)
102. Tetramesa phleicola (Hedicke, 1920)
103. Tetramesa phragmitis (Erdös, 1952)
104. Tetramesa poae (Schlechtendal, 1891)
105. Tetramesa riparia Zerova, 1978
106. Tetramesa scheppigi (Schlechtendal, 1891)
107. Tetramesa vaginicola (Doane, 1916)
108. Tetramesa viktorina Szelényi, 1968